# Hico (Texas)
Hico è una città della contea di Hamilton, nello Stato del Texas, negli Stati Uniti. Secondo il censimento del 2020, possedeva una popolazione di 1 335 abitanti.

## Geografia fisica
Secondo l'Ufficio del censimento degli Stati Uniti, ha una superficie totale di 1,80 mi² (4,66 km²).

## Storia
Situata lungo l'Honey Creek, la città è stata fondata negli anni 1850 dal dottor John R. Alford, che gli diede il nome dell'omonima città nel Kentucky, dalla quale proveniva. Un ufficio postale è stato istituito nel 1860, chiuso nel 1867 e riaperto nel 1871. Nel 1880 la città venne raggiunta dalla linea ferroviaria della Texas Central Railroad.
Circa 1,8 km a nord di Hico ci sono quelli che sembrano essere i resti di un cratere da impatto, avvenuto qualche tempo dopo il periodo Cretaceo.

## Società

### Evoluzione demografica
Secondo il censimento del 2020, la popolazione era di 1 335 abitanti. Al precedente censimento, quello del 2010, la popolazione era di 1 379 abitanti.

### Etnie e minoranze straniere
Secondo il censimento del 2020, la composizione etnica della città era formata dal 77,75% di bianchi, lo 0,37% di afroamericani, lo 0,6% di nativi americani, lo 0,6% di asiatici, lo 0,07% di oceaniani, lo 0,07% di altre etnie e il 4,12% di due o più etnie. Ispanici o latinos di qualunque etnia erano il 16,4% della popolazione.